# Archivalische Zeitschrift
Die Archivalische Zeitschrift (AZ) ist eine Fachzeitschrift für das Archivwesen. Sie erschien erstmals 1876, damit ist sie heute die älteste Fachzeitschrift deutscher Sprache im Archivbereich und auch weltweit eines der ältesten Fachperiodika.
Die AZ erscheint in Jahresbänden. Zunächst gab sie das königlich bayerische Allgemeine Reichsarchiv (München) heraus, seit 1921 das Bayerische Hauptstaatsarchiv und seit 1972 die Generaldirektion der Staatlichen Archive Bayerns.
Die AZ widmet sich dem deutschen und internationalen Archivwesen sowie unter Bezug auf Archivalien auch der Quellenkunde und den historischen Hilfswissenschaften. Es werden im Kern folgende Themen abgedeckt:
- Archivwissenschaft
- Archivtechnik mit Archivbau
- Archivrecht
- Verwaltungsgeschichte
- Quellenkunde
- Geschichtliche Hilfswissenschaften (Diplomatik, Sphragistik usw.)

Neben Aufsätzen bietet die Zeitschrift auch Hinweise auf andere Beiträge zum Themenbereich „Archiv“ in anderen Fachzeitschriften.
Über eine DFG-Nationallizenz ist die Zeitschrift inzwischen auch online ab Band 1 zugänglich, mit Ausnahme des jeweils zuletzt erschienenen Bandes.